# Oleg Igorewitsch Sotow
Oleg Igorewitsch Sotow (russisch Олег Игоревич Зотов; * 28. Juni 1984) ist ein russischer Handballspieler.
Der 1,95 Meter große und 105 Kilogramm schwere Kreisläufer steht bei Medwedi Tschechow unter Vertrag. Mit diesem Verein spielte er in den Spielzeiten 2006/2007 bis 2009/2010 in der EHF Champions League.
Oleg Sotow stand im Aufgebot der russischen Nationalmannschaft für die Europameisterschaft 2010.